# Golf aux Jeux asiatiques de 2006
Les compétitions de golf aux Jeux asiatiques de 2006 se sont déroulées du 8 au 11 décembre 2006 au Doha Golf Club, à Doha, au Qatar. Quatre épreuves étaient au programme (deux féminines et deux masculines).

## Tableau des médailles
| Golf     | Golf aux Jeux asiatiques de 2006 | Golf aux Jeux asiatiques de 2006 | Golf aux Jeux asiatiques de 2006 | Golf aux Jeux asiatiques de 2006 | Golf aux Jeux asiatiques de 2006 |
| Position | Pays                             | Or                               | Argent                           | Bronze                           | Total                            |
| Position | Pays                             |                                  |                                  |                                  | Total                            |
| 1        | Corée du Sud                     | 4                                | 0                                | 1                                | 5                                |
| 2        | Japon                            | 0                                | 2                                | 0                                | 2                                |
| 3        | Taipei chinois                   | 0                                | 1                                | 2                                | 3                                |
| 4        | Inde                             | 0                                | 1                                | 0                                | 1                                |
| 5        | Philippines                      | 0                                | 0                                | 1                                | 1                                |

## Femmes

### Individuel
| Médaille | Nom           | Pays         | Score |
| -------- | ------------- | ------------ | ----- |
|          | Ryu So-yeon   | Corée du Sud | 263   |
| Argent   | Mika Miyazato | Japon        | 272   |
| Bronze   | Choi He Yong  | Corée du Sud | 273   |

### Par équipes
| Médaille | Nom                                    | Pays           | Score |
| -------- | -------------------------------------- | -------------- | ----- |
|          | Choi He Yong Chung Jae Eun Ryu So-yeon | Corée du Sud   | 534   |
| Argent   | Erina Hara Mika Miyazato Miki Saiki    | Japon          | 547   |
| Bronze   | Lu Kwan Chih Tseng Ya Ni Yu Pei Lin    | Taipei chinois | 550   |

Seuls les deux meilleurs scores (les deux plus faibles) obtenus par les golfeuses à chaque manche sont comptabilisés.

## Hommes

### Individuel
| Médaille | Nom                | Pays           | Score |
| -------- | ------------------ | -------------- | ----- |
|          | Kim Kyung Tae      | Corée du Sud   | 276   |
| Argent   | Pan Cheng-tsung    | Taipei chinois | 277   |
| Bronze   | Bibat Michael Eric | Philippines    | 279   |

### Par équipes
| Médaille | Nom                                                                  | Pays           | Points |
| -------- | -------------------------------------------------------------------- | -------------- | ------ |
|          | Kang Sung Hoon Kim Do Hoon Sr. Kim Do Hoon Jr. Kim Kyung Tae         | Corée du Sud   | 836    |
| Argent   | Gaganjeet Bhullar Joseph Chakola Chiragh Kumar Anirban Lahiri Lahiri | Inde           | 849    |
| Bronze   | Chan Shih Chang Chiang Chen Chih Pan Cheng-tsung Pan Fu Chiang       | Taipei chinois | 850    |

Seuls les trois meilleurs scores (les trois plus faibles) obtenus par les golfeurs à chaque manche sont comptabilisés.